# Lam Sơn, quận Lê Chân
Lam Sơn là một phường thuộc quận Lê Chân, thành phố Hải Phòng, Việt Nam.

## Địa lý
Phường Lam Sơn có diện tích 0,49 km², dân số năm 2022 là 15.174 người, mật độ dân số đạt 30.967 người/km².

## Lịch sử
Ngày 15 tháng 1 năm 1981, UBND TP. Hải Phòng ban hành Quyết định số 83/QĐ-UBND về việc thành lập phường Lam Sơn thuộc quận Lê Chân.
Ngày 25 tháng 9 năm 1981, Hội đồng Bộ trưởng ban hành Quyết định số 89-HĐBT về việc chia phường An Dương và phường Lam Sơn thành 3 phường: An Dương, Lam Sơn, Trần Nguyên Hãn.
Ngày 20 tháng 7 năm 2022, HĐND TP. Hải Phòng ban hành Nghị quyết số 26/NQ-HĐND về việc:
- Thành lập tổ dân phố số 1 trên cơ sở 3 tổ dân phố: số 8, số 9, số 10.
- Thành lập tổ dân phố số 2 trên cơ sở 3 tổ dân phố: số 16, số 17, số 18.
- Thành lập tổ dân phố số 3 trên cơ sở 3 tổ dân phố: số 13, số 14, số 15.
- Thành lập tổ dân phố số 4 trên cơ sở 3 tổ dân phố: số 19, số 20, số 21.
- Thành lập tổ dân phố số 5 trên cơ sở tổ dân phố số 1 và tổ dân phố số 2.
- Thành lập tổ dân phố số 6 trên cơ sở tổ dân phố số 11 và tổ dân phố số 12.
- Sáp nhập tổ dân phố số 5 và tổ dân phố số 6 vào tổ dân phố số 7.
- Thành lập tổ dân phố số 8 trên cơ sở tổ dân phố số 3 và tổ dân phố số 4.
- Thành lập tổ dân phố số 9 trên cơ sở 3 tổ dân phố: số 22, số 23, số 24.